# Barret Swatek
Barret Swatek (* 3. März 1977 in Birmingham, Alabama) ist eine US-amerikanische Schauspielerin.

## Karriere
Swatek wurde 1977 als Tochter von Bill und Lana Swatek geboren. Mit fünf Jahren begann Swatek mit dem Eiskunstlauf. Bis zum Alter von zwölf Jahren nahm sie in dieser Sportart an vielen Wettbewerben teil. Danach sang und schauspielerte sie jedoch hauptsächlich im örtlichen Theater von Birmingham. Sie besuchte die Universität von Arizona und machte ihren Abschluss im Fach Film an der Loyola Marymount Universität. 
Ihr Fernsehdebüt feierte Swatek bereits 1997 in der Kindersendung Power Ranger Turbo, bevor ihr der Durchbruch als Schauspielerin im Film On Edge gelang, wo sie die Eiskunstläuferin Veda Tilman verkörperte. In Deutschland ist sie allerdings vor allem als Cheryl in der Fernsehserie Eine himmlische Familie bekannt.

## Filmografie (Auswahl)
- 1997: Power Rangers Turbo (Fernsehserie, Folge 1x36)
- 1998: Lethal Weapon 4
- 2000: Just Shoot Me – Redaktion durchgeknipst (Just Shoot Me!, Fernsehserie, Folge 4x22)
- 2000–2003: Eine himmlische Familie (7th Heaven, Fernsehserie, 15 Folgen)
- 2001: Three Sisters (Fernsehserie, Folge 1x12)
- 2001: On Edge
- 2004: Das perfekte Paar (Perfect Opposites)
- 2005: Jungfrau (40), männlich, sucht … (The 40 Year Old Virgin)
- 2008: Quarterlife
- seit 2011: Awkward – Mein sogenanntes Leben (Awkward., Fernsehserie)
- 2013: 2 Broke Girls (Fernsehserie, Episode 2x14)
- 2013: Guys with Kids (Fernsehserie, Episode 1x17)